# Hipoclorit de sodiu
Hipocloritul de sodiu este sarea sodiului cu acidul hipocloros (HClO) cu formula NaOCl. Sarea se prezintă sub forma unei pulberi sau a unui lichid de culoare galben-verzui. 

## Obținere
Se obține din combinația clorului cu sodiul prin introducerea de clor sub formă gazoasă într-o soluție de hidroxid de sodiu:
{\displaystyle {\ce {{2NaOH}+ {Cl2}-> {NaCl}+ {NaClO}+ {H2O}}}}
Sau prin hidroliză:
{\displaystyle {\ce {{H2O}+ {Cl2}-> {HCl}+ {HClO}}}}

## Utilizare
Hipocloritul de sodiu este utilizat la albire (decolorant textil) sau ca dezinfectant de exemplu în piscine, problema este numai dozarea hipocloritului care să corespundă cantității de amoniac din apa bazinului. O altă utilizare este îndepărtarea mucegaiului în gospodăria casnică, sau în stomatologie ca dezinfectant.

## Măsuri de protecție
La manipularea hipocloritului se recomandă o precauție mare din cauza pericolului de explozie, care poate rezulta din reacția lui cu substanțe reducătoare (reductanți sau acceptori de electroni), amine (derivați ai amoniacului), acid formic (CH2O2), metanol (CH4O) sau alte substanțe organice.
Pe lângă pericolul de explozie, hipcloritul este caustic fiind prin inspirație un iritant agresiv al mucoaselor respiratorii.
Cu acidul clorhidric (HCl), acidul azotic (HNO3) și diferiți oxidanți ca apa oxigenată, are o reacție intensă cu eliberare de gaze iritante ca clor și oxizi de azot.
Este suficient ca hipocloritul să se încălzească la soare pentru a se produce descompunerea lui cu eliberare de clor.